# نمایش پارسی
نمایش پارسی گونه‌ای از نمایش است که از نیمهٔ سده نوزدهم میلادی تا ۱۹۳۰ میان پارسیان هند شکوفا شد و به زبان‌های گجراتی و هندی و اردو رونق و تأثیر فراوان یافت.